# Marriage on the Rocks
Marriage on the Rocks is een Amerikaanse komische film van Paramount Pictures uit 1965, onder regie van Jack Donohue. Frank Sinatra, Deborah Kerr en Dean Martin spelen de hoofdrollen.

## Verhaal
De film draait om Dan Edwards, een succesvolle reclamemaker, en Valerie, zijn vrouw. De twee zijn al 20 jaar getrouwd. Valerie ziet Dan steeds minder zitten. Uiteindelijk besluit ze van hem te scheiden. Shad Nathan, de advocaat die ze hiervoor inschakelt, vindt dit echter een onverstandig besluit en adviseert Valerie eerder te proberen haar huwelijk te redden. Volgens hem kan dit het beste via een tweede huwelijksreis.
Valerie neemt het advies ter harte en vertrekt met Dan naar Mexico. In Mexico vindt echter een vervelend misverstand plaats, waardoor Valerie en Dan per ongeluk alsnog scheiden, en Valerie direct trouwt met Dans beste vriend, Ernie Brewer.

## Rolverdeling
| Acteur         | Personage       |
| -------------- | --------------- |
| Frank Sinatra  | Dan Edwards     |
| Deborah Kerr   | Valerie Edwards |
| Dean Martin    | Ernie Brewer    |
| Cesar Romero   | Miguel Santos   |
| John McGiver   | Shad Nathan     |
| Nancy Sinatra  | Tracy Edwards   |
| Trini Lopez    | hemzelf         |
| Joi Lansing    | Lola            |
| DeForest Kelly | Mr. Turner      |